# Homoneura inusitata
Homoneura inusitata är en tvåvingeart som beskrevs av Kim 1994. Homoneura inusitata ingår i släktet Homoneura och familjen lövflugor. Inga underarter finns listade i Catalogue of Life.